# Donji Žirovac
Donji Žirovac falu Horvátországban, Sziszek-Monoszló megyében. Közigazgatásilag Dvorhoz tartozik.

## Fekvése
Sziszek városától légvonalban 41, közúton 65 km-re délnyugatra, községközpontjától légvonalban 20, közúton 23 km-re északnyugatra a Báni végvidék déli részén a bosnyák határ közelében fekszik.

## Története
Az 1683 és 1699 között felszabadító harcokban a keresztény seregek kiűzték a térségből a törököt és a török határ az Una folyóhoz került vissza. Ezután a török uralom alatt maradt Közép-Boszniából, főként a Kozara-hegység területéről és a Sana-medencéből  pravoszláv szerb családok érkeztek a felszabadított területekre. Az újonnan érkezettek szabadságjogokat kaptak, de ennek fejében határőr szolgálattal tartoztak. El kellett látniuk a várak, őrhelyek őrzését és részt kellett venniük a hadjáratokban. Žirovac benépesülése is a 17. század vége felé kezdődött, majd több hullámban a 18. században is folytatódott. Első temploma 1693-ban már állt, mivel parókusát említik. 1696-ban a szábor a bánt tette meg a Kulpa és az Una közötti határvédő erők parancsnokává, melyet hosszas huzavona után 1704-ben a bécsi udvar is elfogadott. Ezzel létrejött a Báni végvidék (horvátul Banovina), mely katonai határőrvidék része lett. 1745-ben megalakult a Petrinya központú második báni ezred, melynek fennhatósága alá ez a vidék is tartozott.
1881-ben megszűnt a katonai közigazgatás és Zágráb vármegye Kostajnicai járásának része lett. 1857-ben Ostojićival együtt 2053, 1910-ben már nélküle 1432 lakosa volt. A 20. század első éveiben a kilátástalan gazdasági helyzet miatt sok žirovaci vándorolt ki a tengerentúlra. 1918-ban az új szerb-horvát-szlovén állam, majd később Jugoszlávia része lett. A második világháború idején a Független Horvát Állam része volt, de szerb lakossága fellázadt a fasiszta hatalom ellen. A lázadás 1941. augusztus 22-én vette kezdetét, majd szeptemberben megalakult az első partizán egység, mely a nevezetes 7. banijai brigád része lett. A brigád a Sutjeska völgyében vívta legvéresebb harcait a német megszállókkal, ahol közülük sokan elestek. 1942-ben megtorlásul usztasa egységek vonultak be a településre, ahol sokakat kivégeztek, a többieket pedig koncentrációs táborba hurcolták. A háború után a béke időszaka köszöntött a településre. Enyhült a szegénység és sok ember talált munkát a közeli városokban. Ennek következtében újabb kivándorlás indult meg. Sok fiatal települt át a jobb élet reményében Glinára, Dvorra, Petrinyára, Bosanski Noviba. A falu 1991. június 25-én jogilag a független Horvátország része lett, de szerb lakói a Krajinai Szerb Köztársasághoz csatlakoztak. A falut 1995. augusztus 8-án a Vihar hadművelettel foglalta vissza a horvát hadsereg. A lakosság elmenekült. Később néhány, főként idős ember visszatért. 2011-ben 46 állandó lakosa volt.

## Népesség
| Lakosság változása | Lakosság változása | Lakosság változása | Lakosság változása | Lakosság változása | Lakosság változása | Lakosság változása | Lakosság változása | Lakosság változása | Lakosság változása | Lakosság változása | Lakosság változása | Lakosság változása | Lakosság változása | Lakosság változása | Lakosság változása |
| ------------------ | ------------------ | ------------------ | ------------------ | ------------------ | ------------------ | ------------------ | ------------------ | ------------------ | ------------------ | ------------------ | ------------------ | ------------------ | ------------------ | ------------------ | ------------------ |
| 1857               | 1869               | 1880               | 1890               | 1900               | 1910               | 1921               | 1931               | 1948               | 1953               | 1961               | 1971               | 1981               | 1991               | 2001               | 2011               |
| 0                  | 0                  | 0                  | 423                | 482                | 468                | 405                | 459                | 335                | 333                | 306                | 222                | 199                | 128                | 53                 | 46                 |

(1857 és 1880 között lakosságát Gornji Žirovachoz számították.)

## Nevezetességei
- Szent Péter és Pál apostolok tiszteletére szentelt pravoszláv temploma 1830-ban épült. A II. világháború idején 1943-ban német bombatalálatot kapott és már nem állították helyre. Berendezése teljesen tönkrement. Ennek ellenére a romos templomot alkalmanként még mindig használja a helyi pravoszláv közösség.
- A 20. század elején épített népi építésű földszintes faház pincével a település központjában.